# 中部日本放送
中部日本放送株式会社（ちゅうぶにっぽんほうそう、英: CHUBU-NIPPON BROADCASTING CO., LTD.）は、日本の認定放送持株会社。本社所在地は愛知県名古屋市中区新栄。略称はCBC で、放送局の分社化後も傘下の特定地上基幹放送事業者とその略称を共用している。CBCテレビやCBCラジオなどを傘下に持つ。
名古屋市に本社を置く放送事業者では唯一、名証プレミア市場 に上場しており、名古屋証券取引所プレミア市場単独上場銘柄である。

## 概要
1951年（昭和26年）9月1日に、日本で最初の民間ラジオ放送局 として開局。同時にこれまで日本放送協会（NHK）が独占的に放送を行ってきた時代が幕を閉じ、日本の民間放送の草分け的存在となった放送局である。1956年（昭和31年）12月1日にテレビジョン放送を開始し、ラジオ・テレビ兼営局となった。系列新聞社は中日新聞社で、社名も創立当時の中部日本新聞社に因んだといわれている。
中部日本放送は1950年（昭和25年）、中部日本新聞社（現：中日新聞社）が名古屋商工会議所や中部地方の財界と連携して設立計画を進め、松坂屋（現：大丸松坂屋百貨店）の社長を務めた第16代伊藤次郎左衛門（伊藤祐茲）が設立発起人総代に就任し、当時松坂屋の副社長であった佐々部晩穂が初代社長に就任して設立された。佐々部は当時松坂屋が経営していた伊藤銀行の副社長だった1941年（昭和16年）、伊藤銀行と愛知銀行、名古屋銀行の3行を合併して東海銀行（現：三菱UFJ銀行）を発足させた経緯があった。中部日本放送創立事務局の実行委員会には中部日本新聞社と松坂屋、東海銀行、中部電力、東邦瓦斯、名古屋鉄道、豊田自動織機が参加した。
2013年（平成25年）4月1日、ラジオ部門がCBCラジオへ、2014年（平成26年）4月1日、テレビ部門がCBCテレビへ分社化され、認定放送持株会社となる。これはキー局以外の、いわゆる地方局では初の試みとされている
またロサンゼルスに海外支局を設けており、現在の支局長は尾関淳哉である。

## 沿革

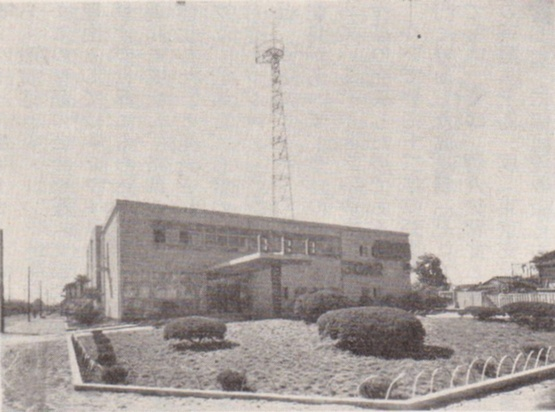
創業当初の社屋

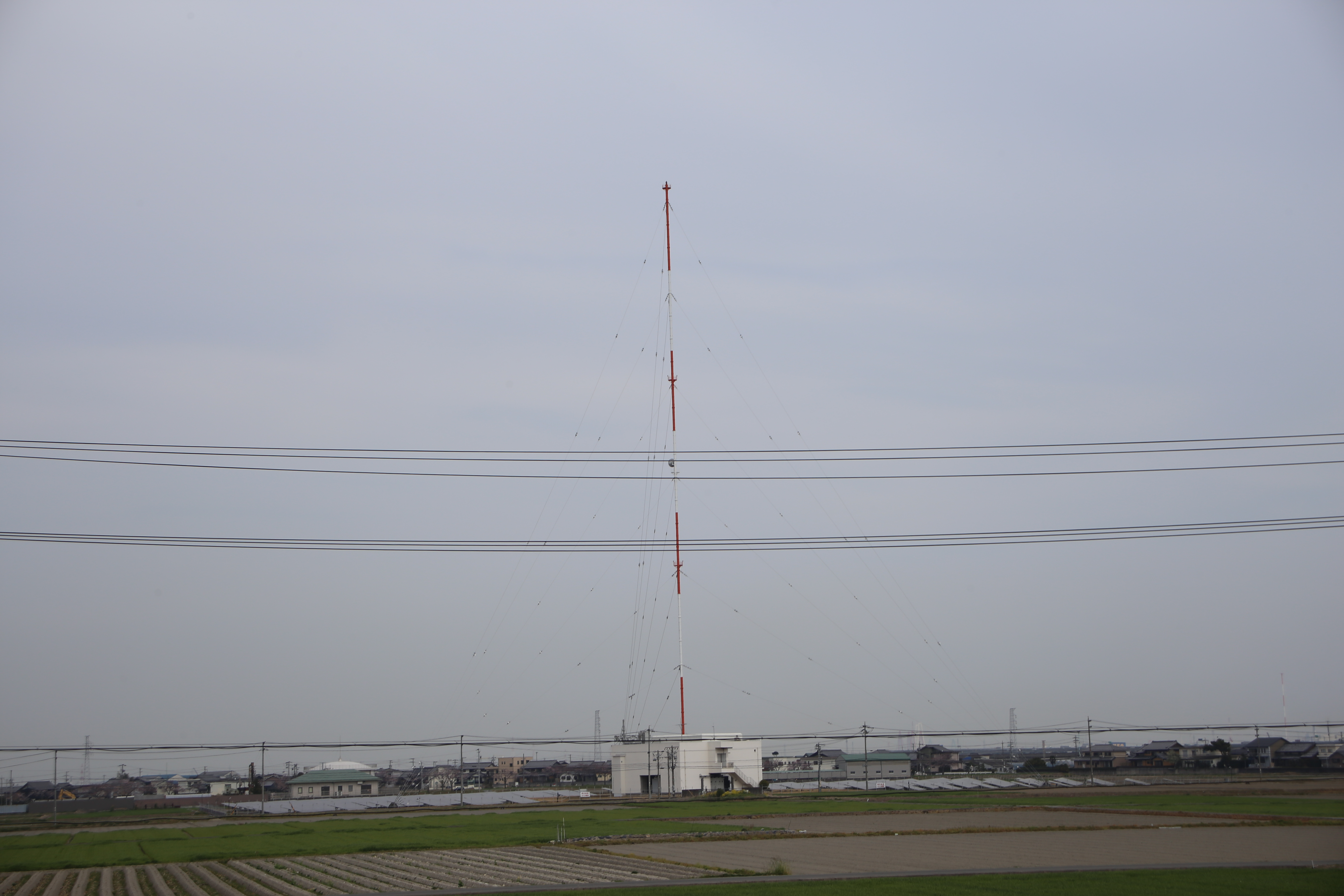
CBCラジオ長島送信所（三重県桑名市）

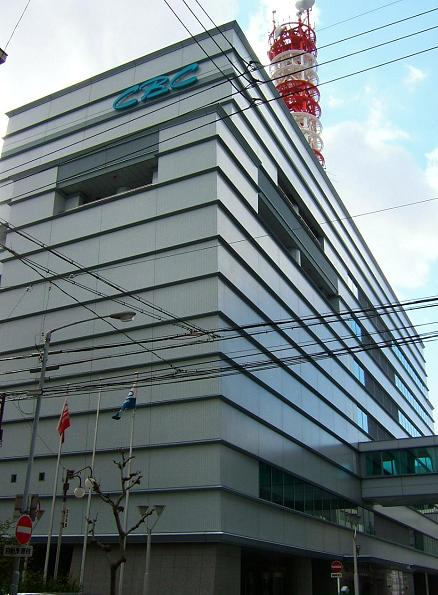
CBC放送センター（名古屋市中区）

- 1945年（昭和20年）12月25日 - 第1回発起人会。中部日本放送の開設が決定される[5]。
- 1946年（昭和21年）1月22日 - 放送局開設の免許申請[5]。
- 1949年（昭和24年）12月15日 - 中部日本新聞社内に創立事務局設置[5]。
- 1950年（昭和25年）12月15日 - 中部日本放送株式会社、設立。
- 1951年（昭和26年）
  - 4月21日 - 電波監理委員会より、ラジオ放送の予備免許が交付される[注釈 4]。
  - 8月17日 - 午後10時40分、試験電波発射。
  - 8月27日 - ラジオ放送の本免許が交付される（JOAR、1090kc）。
  - 9月1日 - 午前6時30分、日本初の民間放送としてラジオの本放送を開始[注釈 5]。宇井昇アナウンサーによる「JOAR、1090キロサイクルでお送りいたします。皆さん、おはようございます。昭和26年9月1日、わが国で初めての民間放送、中部日本放送は、ただいま、放送を開始いたしました」[6] の第一声で民間放送の幕を開けた。
    - 社屋：現在のCBC放送センターの場所で送信所の様な社屋だった。正面玄関の壁に「1090KC JOAR」の、正面玄関庇には「CBC」の、巨大な点灯式看板が付いていて、夜間は灯が入っていた（KC：キロサイクルは、周波数単位・現在のkHz：キロヘルツである）。社屋の写真は社史「東海の虹 中部日本放送10年史」と「中部日本放送50年のあゆみ」（愛知県図書館等で所蔵中）で確認出来る。
    - 送信所：愛知郡鳴海町伝治山（現：名古屋市緑区鳴海町伝治山（「伝治山」は山ではなく小字であり、現在は県営伝治山住宅などがある。）（北緯35度5分45.9秒 東経136度57分27秒））
- 1952年（昭和27年）
  - 1月 - 民間放送初の大相撲中継（東京開催の初場所）を放送[注釈 6]。ラジオ東京（KR。現：TBSラジオ）の制作により、KR・CBC・新日本放送（NJB。現：毎日放送）・ラジオ九州（RKB。現：RKB毎日放送）の4局ネットで放送された[注釈 6]。当時KRにスポーツ実況の出来るアナウンサーがいなかったため、NJBのアナウンサーとともに、CBCのアナウンサーも実況を担当した[注釈 7]。
  - 7月3日 - テレビ放送局開設の免許申請[5]。
- 1953年（昭和28年）
  - 3月2日 - 松下電器産業（現：パナソニック）提供平日早朝の長寿ラジオ番組『歌のない歌謡曲』を新日本放送からネット受けして放送開始。
  - 8月 - 本局周波数を1070kcに周波数変更。
- 1954年（昭和29年）
  - 3月15日 - 豊橋放送局＝ラジオ局＝開局（1485 kHz<1978年以降> 100W、スタジオ併設、かつてJOAEのコールサインを所有）。
  - 12月3日 - テレビ放送に予備免許交付[5]。
- 1955年（昭和30年）10月28日 - CBC放送会館建設着工[5]。
- 1956年（昭和31年）
  - 10月30日 - テレビ放送に本免許交付[5]。
  - 11月15日 - CBC放送会館竣工[5]。
  - 11月30日 - 本社社屋であるCBC放送会館落成。
  - 12月1日（昭和32年）- 名古屋初の民間テレビ局としてテレビ放送を開始（JOAR-TV、5ch）。日本テレビ・ラジオ東京とのクロスネットでスタート。
- 1958年（昭和33年）6月 - ラジオ東京（KRT、現在のTBSテレビ）、北海道放送（HBC）、大阪テレビ放送（OTV、現在の朝日放送テレビ）、ラジオ九州（RKB、現在のRKB毎日放送）とテレビニュースネットワークに関する協定を締結。
- 1959年（昭和34年）
  - 8月1日 - JNN協定締結。
  - 9月1日 - ラジオの深夜放送とテレビの早朝放送開始[5]。
  - 10月 - ラジオ本局周波数を1030kcに周波数変更。
- 1960年（昭和35年）
  - 2月1日 - KRT・ABC・RKBと四社連盟を結成。開局以来放送されていた日本テレビ系列番組の殆どを打ち切る（同月25日[5]、HBCが加わり五社連盟となりこれがJNNの基本協定となる）。
  - 4月 - ラジオ本局周波数を1070kcに変更。
  - 6月 - 全日本アマプロゴルフ選手権大会（現：『中日クラウンズ』）を開催。
  - 10月 - 名古屋証券取引所へ株式上場。
- 1962年（昭和37年）2月 - ラジオ本局周波数を1050kcに変更。
- 1964年（昭和39年）
  - 7月7日 - カラーテレビ放送の免許を申請。翌月の8月28日に同放送の本免許を取得。
  - 9月1日 - カラーテレビ本放送開始（東海3県では民放初）[注釈 8][7]。
  - 10月10日 - 東京オリンピック開催のこの日から、TBSからのネット回線受けによるカラー放送を開始（ABCも同日）[注釈 9][9]。
- 1965年（昭和40年）
  - 3月29日 - 松坂屋が提供し「0時半です松坂屋ですカトレヤミュージックです」の冒頭アナウンスで知られた、2008年（平成20年）まで40年に渡って続いた長寿ラジオ音楽番組『カトレヤミュージック』が放送開始。初代パーソナリティーは日比英一アナウンサーほか。のち、岸佳弘、荒川戦一、島津靖雄、小堀勝啓、多田しげお、中西直輝、森合康行各アナウンサーなど歴代、CBCのアナウンサーが司会を担当。2014年（平成26年）4月27日、6年1か月ぶりに『松坂屋 presents 帰ってきたカトレヤミュージック』として復活した。パーソナリティは小堀勝啓と渡辺美香両アナウンサーで、ゲストがチェリッシュ。生放送場所はレギュラー放送と同じ「松坂屋南館オルガン広場」で、当日12:30 - 13:30に公開生放送された[注釈 10]。
  - 5月2日 - 同日結成のラジオネットワーク・JRNに加盟。
- 1966年（昭和41年）
  - 4月17日 - 視聴者参加型テレビ番組『どんぐり音楽会』放送開始。初代司会は柳有。後に砂川啓介の司会で同局を代表する人気番組となる。
  - 6月30日～7月2日 - ザ・ビートルズ日本公演を主催。7月1日の昼の公演の模様は日本テレビ系列で放送されたが、CBCは同公演の主催者ということもあり東海3県ではCBCで放送された[10][11]（詳しくは、「ザ・ビートルズ日本公演」の項を参照のこと）。
  - 10月10日 - ラジオ番組『朝の歳時記』放送開始（ - 2005年（平成17年）3月31日終了）。初代パーソナリティは矢島正明。1969年（昭和44年）より登板した3代目パーソナリティの川久保潔の名調子で長年にわたり親しまれる。
- 1967年（昭和42年）7月26日 - 視聴者参加型のテレビ番組『天才クイズ』放送開始[12]（当初モノクロ放送[12]、1968年1月31日カラー化[13]、2004年（平成16年）9月25日終了）。初代司会はタレントの久里千春。後に高松しげお、斉藤ゆう子（現・斉藤祐子）、林家こぶ平（現在の9代目林家正蔵）と司会が交替しながら37年余りにわたる長寿番組となる。
- 1968年（昭和43年）
  - スタジオカラーカメラ及びカラー中継車導入に伴い、1月31日にスタジオ収録番組『天才クイズ』がカラー化[13]、4月24日には中日球場（当時）からの『プロ野球せ・リーグ公式戦「中日 対 巨人」』の実況中継を、カラー中継車を使ってTBS系列の全国ネットにて同球場からのカラー中継を開始する[14]。
  - 秋 - 9月30日にTBS系列の夕方のニュース番組『JNNニュースコープ』がカラー放送を開始したのに伴い、カラーフィルムによる報道取材を開始、11月1日か2日には、夕方のローカルニュースがカラー放送となる[注釈 11][15]。
  - 11月4日 - 平日昼のラジオ帯番組『ばつぐんジョッキー』放送開始（ - 1986年（昭和61年）10月3日終了）。上岡龍太郎、はかま満緒、板東英二、つボイノリオ、チェリッシュ、種村直樹らがパーソナリティを担当。
- 1969年（昭和44年）
  - 5月5日 - CBC放送会館火災。
  - 12月26日 - 社屋1階にラジオ用オープンスタジオ「レインボースタジオ」が完成。
- 1971年（昭和46年）
  - 11月1日 - AMラジオ出力を50kWに増強[16]。
  - 11月17日 - 「カトレヤスタジオ」完成。これに伴い、それまでは松坂屋の店内より放送されていた『カトレヤミュージック』は同スタジオからの放送に切り替えられる。
- 1972年（昭和47年）4月10日 - 平日朝のラジオ番組『ラジオ朝市』放送開始（ - 1993年（平成5年）10月1日）。パーソナリティはローカルタレントの新間正次。
- 1973年（昭和48年）
  - ロゴを一新（1982年（昭和57年）にロゴをマイナーチェンジして現在に至る）[17]。
- 1974年（昭和49年）
  - ラジオ番組『ばつぐんジョッキー』にて、同番組パーソナリティの板東英二の歌唱による中日ドラゴンズ応援歌『燃えよドラゴンズ!』を発表。
  - 10月1日 - 中京広域圏初のローカルワイドニュース番組『CBCニュースワイド』放送開始（ - 1999年（平成11年）3月26日に平日版、2002年（平成14年）3月に土曜版終了）。初代キャスターは日比英一アナ。以後、岸佳弘アナ、石塚元章記者と続く。
  - 12月 - ローマ支局開設。
- 1975年（昭和50年）3月31日 - 五社連盟加盟局の一つ・朝日放送が腸捻転解消により離脱。入替りに毎日放送が加盟[注釈 12]。
- 1976年（昭和51年） - 同局発全国ネットのテレビトーク番組『すばらしき仲間』放送開始（ - 1992年（平成4年）3月終了）。第1回ゲストは作家の藤本義一・井上ひさし。
- 1978年（昭和53年）11月23日 - AMラジオの周波数を変更。名古屋親局は1050kHzから1053kHzに。同時にラジオ送信所を名古屋市緑区鳴海町伝治山から現在地（三重県桑名市長島町松陰[注釈 13]）に移転。
- 1979年（昭和54年）8月1日 - テレビの音声多重放送(実用化試験放送)を開始。[18][19][20]
- 1981年（昭和56年）10月5日 - 同局初の平日夕方5時台のワイドテレビ番組『ぱろぱろエブリデイ』放送開始（ - 1983年9月終了）。司会は久野誠アナウンサー。「なめ猫」ブームの火付け役となった番組として知られる。
- 1982年（昭和57年）10月4日 - 若年層向けラジオ夜ワイド番組『小堀勝啓のわ!Wide とにかく今夜がパラダイス』放送開始（ - 1989年9月終了）。
- 1983年（昭和58年）7月27日 - テレビの音声多重放送を実用化試験から本放送に変更[7]。
- 1986年（昭和61年）4月1日 - テレビの文字多重放送（コールサイン：JOAR-TCM）開始。
- 1989年（平成元年）
  - 7月 - KDD（現：KDDI）の協賛により、世界デザイン博覧会の公式FM局「FM DEPO」を開局。
  - 10月 - 平日夕方17 - 18時台のテレビ番組編成を大幅再編。全国ネットのニュース番組『JNNニュースコープ』を含め、『CBCニュースワイド』、新番組である『時代塾』・『SHINSEN通信』の計4番組を内包するワイド編成『CBCニュース通り』を創設（ - 1990年（平成2年）3月）。
- 1990年（平成2年）
  - 3月26日 - 『ニュース通り』枠の撤廃に伴い、『時代塾』・『SINSEN通信』の2番組を統一、平日夕方17時台に1時間の情報番組『ミックスパイください』をスタート（ - 1999年（平成11年）3月26日）。司会は「時代塾」に引き続き、小堀勝啓が担当。
  - 4月 - ローマ支局閉鎖、ウィーン支局開設。
- 1992年（平成4年）4月4日 - ラジオのAMステレオ放送開始。
- 1993年（平成5年）10月4日 - 平日朝のラジオ番組が大幅改編され、21年に渡り放送された『ラジオ朝市』が終了。代わって、現在も続く朝9時 - の3時間のワイド番組『つボイノリオの聞けば聞くほど』がスタート。
- 1996年（平成8年）4月 - それまでは3年で契約が更新される嘱託社員扱いとなっていた女性アナウンサーに正社員制導入。1999年（平成11年）までに同局在籍の全女性アナウンサーの雇用契約が正社員に切り替わる。
- 1997年（平成9年）9月28日 - 完成したばかりのナゴヤドームで大クイズ大会『超Q in DOME』を開催（なお、この模様はラジオ・テレビ同時生放送の予定だったが、同時生放送決定後に急遽TBS系全国ネットで1998 FIFAワールドカップ・アジア予選（最終予選）日本vs大韓民国の実況中継が14時から入ったため、テレビでは当日13時から冒頭1時間のみ生放送され、翌週に完全版という形で録画放送された。ラジオでは予定通り生放送された）。
- 1998年（平成10年）
  - 2月2日 - 郵便番号7桁化に伴いCBC専用の郵便番号（大口事業所個別番号）として「〒460-8405」が割り当てられる[注釈 14]。
  - 7月1日 - 川島ラジオ放送所開局（639 kHz、500W）。中継局開局まで夜間の受信が不安定だった、尾張北部 - 岐阜西濃地区の受信状態が改善した。
  - 11月 - CBC放送センター完成。報道・スポーツ・制作・技術・ラジオ部門などを移転。テレビマスター（NEC製）は移転後、稼働された。なお、本社社屋とCBC放送センターの間には道路を挟んでいるため、1か所の渡り廊下でつながっている。
- 2002年（平成14年）3月1日 - 新城ラジオ中継局開局（1557 kHz、100W）。
- 2003年（平成15年）12月1日午前11時 - 地上デジタルテレビジョン放送を開始（JOAR-DTV、18ch）。地上デジタル放送は、単独マスター（NEC製）で対応。アナログテレビ放送は、放送センター移転後から稼働中の既存のマスターを継続利用。リモコンキーIDはアナログ親局と同じ「5」（JNN加盟局で唯一）。
- 2005年（平成17年）
  - 2月25日 - ZIP-FM との共同運営により、愛・地球博（愛知万博）公式FM局「FM LOVEARTH」を開局。
  - 3月 - 愛・地球博にパビリオン『夢みる山』を出展（中日新聞社・東海テレビ放送・積水ハウス・シヤチハタ・日本ガイシ・ブラザー工業との共同出展）。
  - 10月3日 - 万博公式FM「FM LOVEARTH」の流れを汲み、『LOVEARTH』と『AM LOVEARTH』の放送を開始。さらに2005年（平成17年）11月26日、CBC本館1階にイベントスペース「CBC LOVEARTH」がオープン[注釈 15]。CBC会館のリニューアル工事によりその後閉鎖され、跡地には2022年にローソンとCBCのコラボショップがオープンしている。
- 2007年（平成19年）3月31日 - アナログテレビ放送波を利用した独立文字放送を終了（字幕放送は継続）。
- 2009年（平成21年）
  - 2月1日 - ラジオ親局（長島ラジオ送信所）の改修工事に伴い、2月28日まで（約1ヶ月間）にわたり深夜帯（24時 - 28時まで）（午前0時 - 午前4時）は放送休止。
  - 3月31日 - 名古屋駅西口（太閤口）地下街「エスカ」で当局を含む在名AM局の再送信を開始。これによりAMラジオの受信が可能な地下街が名古屋地区で初めて誕生[注釈 16]。
  - 11月24日 - メディアドゥとの協業で電子書籍サイト「hicbcブックス」をオープン。
- 2010年（平成22年）7月5日 - 日本放送協会（NHK）と日本民間放送連盟の申し合わせにより、地上デジタル放送への完全移行を前提として地上アナログテレビジョン放送の全番組をレターボックス放送に統一（画角サイズ16:9。画角4:3サイズで制作されたCMは除く）。
- 2011年（平成23年）
  - 3月25日 - 東海ラジオ放送・岐阜放送・エフエム愛知・ZIP-FM・三重エフエム放送と同時に、中京地区でradikoの実用化試験放送を開始[21][注釈 17]。
  - 4月1日 - テレビの全国ネット・一部地域ネット番組のエンドロールにある「製作著作」のクレジット表記が、「中部日本放送」からローカル番組と同様の「CBC」に改められる。
  - 7月24日 - テレビの地上アナログ放送を終了。
  - 9月1日 - ラジオ開局60周年。これを機にラジオ局の運営業務が委託化され、受け入れ先の株式会社テクノビジョンが株式会社CBCラジオと社名を変更。
- 2013年（平成25年）4月1日
  - 免許を含めたラジオ放送事業の全てを株式会社CBCラジオに分割継承。これに伴い、同日午前0時をもって中部日本放送自体はテレビ単営化するためテレビ放送のコールサインも「JOAR-DTV」から「JOGX-DTV[注釈 18]」に変更[22]。それに伴い、コールサイン「JOAR-DTV」は、総務省の取り決めにより分化となったため返上された。なお、CBCラジオのコールサイン「JOAR」は、従来通り維持。
  - 平日午後に2時間の情報生番組『ゴゴスマ -GO GO!Smile!-』放送開始。司会は石井亮次（同局アナウンサー（当時）→ 2020年（令和2年）4月よりフリーアナウンサー）。番組開始当初は中京ローカルだったが、2015年（平成27年）4月からTBSテレビへの番組販売による同時ネットを開始、その後一部地域のJNN系列各局にネット展開する。
- 2014年（平成26年）4月1日 - CBCのグループ経営管理事業及び不動産賃貸事業を除く事業に関する権利義務の一部を完全子会社であるCBCテレビ分割準備株式会社（2013年5月10日設立）に吸収分割させ商号を「株式会社CBCテレビ」に変更、免許含むテレビ放送事業の分割継承を行い、認定放送持株会社体制に移行[注釈 19]。なお、認定放送持株会社に移行後も会社名は「中部日本放送株式会社」のまま維持されている[23]。
- 2017年（平成29年）2月13日 - テレビ放送、マスター（主調整室）（NEC製）とCMバンク（東芝製）を更新。それぞれ地上デジタル放送開始以来初の更新となる[24]。
- 2019年（令和元年） - 秋改編から「カトレヤミュージック」が深夜放送「深夜です松坂屋です大人のカトレヤミュージックです」として完全復活（ - 2022年9月終了）。
- 2020年（令和2年）12月15日 - 創立70周年を迎える。
- 2021年（令和3年）4月1日 - ケイマックスの株式を経営陣から取得し、ケイマックスを連結子会社化[25]。
- 2022年（令和4年）6月29日 - 連結子会社の文化交通の全株式を大阪バス（本社：大阪府東大阪市）へ譲渡[26]。

### 開局当初の動き
開局数日前、小嶋源作は全社員に『これから我々は、NHK島に敵前上陸を敢行する。NHKの牙城に迫る民放の第一陣として、その使命は重い。諸君はこの決意で邁進されたい。』と鼓舞激励した。
CBCは名古屋の放送局であるが、開局段階から放送番組に関しては東京との結び付きが不可欠とされていた。したがって、CBCでは東京のキー局を求めることとなったが、中日新聞と競合する朝日新聞や毎日新聞の系列局では具合が悪かったため、当時名古屋に進出しておらずかつ中日と編集協定を結んでいた読売新聞と手を携えることとした。こうして読売を母体に読売放送（略称・YBC）が設立され、開局を目指したが結局ペーパーカンパニーに終わり、一切はラジオ東京（JOKR。現在のTBSラジオ）に統合された。このためCBCもラジオ東京をキー局とする事となった。また、そのことがきっかけでザ・ビートルズの来日公演を読売新聞と共同主催することとなった。
上記と矛盾するようではあるが、昭和30年代の一時期、『朝日新聞ニュース』『毎日新聞ニュース』の放送を行っていた（名古屋テレビ開局とともに終了）。これは#中日ドラゴンズとの関係の項目で触れた東海テレビ開局時の様々な問題がこじれたことによる副産物である。つまり、中日とはドラゴンズの独占中継権を得ていたのが東海テレビも割り込む形で中継権を得ることとなり、CBCと中日との関係が複雑になったためと、元々朝日・毎日の2社ニュースをメインとする予定であった東海テレビが結局中日ニュースをメインとして放送することに決めたので、両社は抗議の意味でCBCにニュース放送の申し入れを行ったところ、既述の通りCBCは中日との関係が複雑となっていたこともあってこれを了承したため。
浜松放送局を開設しようとして、地元・静岡放送（SBS）と競合した。
その他中部地区のラジオ・テレビ各局各局の開設に伴い、以下の支援を行っている。
- 信濃放送→信越放送（SBC）は創業時出資状況が芳しくなく、地元・信濃毎日新聞の支援も期待できなかったことから代わりにCBCが支援の手を差し伸べることとなり、当時はCBC番組を直接受信し、そのまま中継しようと検討していた。
- 北日本放送（KNB）も先行きが不安であったことや、戦前から中日の母体である新愛知や名古屋新聞が北陸に進出していた関係で、CBC首脳陣とKNB首脳陣にも交流があったためCBCがKNBに一部出資を行っていた。
- 福井放送（FBC）は開局直後に経営が悪化。地元・福井新聞とは無関係であったことから、CBCは中日新聞とともにFBCの支援に乗り出すこととなり契約締結まで漕ぎ着けたが、その後FBCの経営権を握った加藤ビルディング一派により契約は解除され、CBCと中日新聞は撤退。その代わりにFBCは福井新聞と関係を結んだ。
- 三重県の県域局・ラジオ三重（RMC）は経営難から中日新聞が支援に乗り出したが、中日はCBCに対しラジオ三重への支援を要請。CBCの電波料を増額し、増額分をラジオ三重へ付け回すように指示した。別エリアにあるネット局に対するのならともかく、同一エリア内の競合局に対するこの行為はスポンサーへの背信となるためCBCは拒絶。それでも中日への義理を果たすため、以降営業支援金が毎月一定額CBCからラジオ三重へ送金されていた。なお、このラジオ三重は近畿東海放送（KTB）を経て、1959年（昭和34年）に岐阜のラジオ東海（RTC）と合併。現在の東海ラジオ放送（JOSF）となっている。
- チューリップテレビ（TUT）には、CBCが設立当初から出資を行っている。また、CBCは同局の3.00%の株を保有する主要株主でもある。

鉄道無線を利用した鉄道放送を企画。長距離列車の乗客を対象として需要があると判断。当時の運輸省（現在の国土交通省）へ積極的に働きかけたが、実現には至らなかった。なお、鉄道無線を利用したラジオ放送は、ラジオ関東（JORF、現在のラジオ日本）が1958年（昭和33年）12月から1964年（昭和39年）までの朝夕のラッシュ時に東急東横線急行電車車内にて同社ニュース番組を放送する形で実現している。

### CBC放送会館火災
1969年（昭和44年）5月5日昼、CBC会館で火災が発生し、地下1階の機械室、地上1階のテレビ主調整室・放送機器室、2階のテレビ送出用電算機室が焼けた。このとき真っ黒に焼け焦げたテレビマスターの写真が社史に掲載されている。
この影響でテレビは約1時間17分停波したが、ラジオは奇跡的に停波せずに放送を継続した。CBCは車庫から中継車を出してテレビ塔に横付けして短いニュースなどのミニ番組スタジオ兼臨時マスターとし、東京や大阪からの回線の番組をそのまま放送波に乗せることで放送を再開した。このため、関東・関西ローカルのCMがそのまま流れる事態も起きたが、通常番組の大半はほぼ通常通り放送された。
その後テレビは復旧作業を急ぐため、同日の深夜放送を23時35分で打ち切りとした。休止の旨と放送終了時の局名告知のアナウンスは生放送で行われた。
火災の時系列
- 同日は会館の空調設備の入れ替え工事が行われていた。
- 午後2時頃 - テレビ主調整室から異臭が見られ、ダクトから白煙が出ていたことが分かる。この頃地下の空調室で溶接が行われていた中、埃に引火し火災が発生したものと見られている。ワイドショー『この街は この風は』の放送が中断[28]。
- 午後2時45分頃 - テレビ主調整室から黒煙、本格的に炎上。テレビの映像部分が停止。
- 午後2時50分頃 - 名古屋市消防本部から消防隊出動。
- 午後3時05分頃 - テレビの音声部分が停止。
- 午後3時10分頃 - 放水が始まるが、出火場所はまだ特定できなかった。
  - この間、スタッフはテレビ塔近くに中継車を横付けし、テレビ放送の特設放送会場を設置。
- 午後4時過ぎ - テレビ放送再開。火災の詳細を伝え、「視聴者・市民にご迷惑をかけました」と謝罪。
- 午後5時頃 - 地下を破壊しての放水活動を開始。
- 午後5時30分頃 - 必要最低限の人員を除き、その場を退去するよう命令（全員退去命令）。そのため、放送を継続していたラジオは、暫定的に1階のラジオ準備室に特設会場を設けて放送を続ける。
- 午後8時前 - ラジオ放送を鳴海送信所に暫定移転するために一時中断し、フィラーとしてレコード音楽を放送。
- 午後8時30分過ぎ - ラジオ放送、鳴海送信所の特設スタジオでの放送開始。
- 午後9時過ぎ - 出火場所が2階にあるテレビ調整室であったことが判明。
- 午後11時35分 - テレビ放送を臨時に打ち切り。5月6日6時55分から再開する旨をアナウンスする。
- 午後11時50分過ぎ - 鎮火。
- 5月6日 - 復旧工事が終わり、通常のスタジオからの放送を再開。

### コールサインの変遷
| 期間                           | ラジオ       | ラジオ       | テレビ       | テレビ       | 変更理由               |
| 期間                           | コールサイン | 免許人       | コールサイン | 免許人       | 変更理由               |
| ------------------------------ | ------------ | ------------ | ------------ | ------------ | ---------------------- |
| 1951年9月1日 - 1956年11月30日  | JOAR         | 中部日本放送 | （未開局）   | （未開局）   | ラジオ本放送開始       |
| 1956年12月1日 - 2003年11月30日 | JOAR         | 中部日本放送 | JOAR-TV      | 中部日本放送 | テレビ本放送開始       |
| 2003年12月1日 - 2011年7月24日  | JOAR         | 中部日本放送 | JOAR-（D）TV | 中部日本放送 | デジタルテレビ放送開始 |
| 2011年7月25日 - 2013年3月31日  | JOAR         | 中部日本放送 | JOAR-DTV     | 中部日本放送 | アナログテレビ放送停波 |
| 2013年4月1日 - 2014年3月31日   | JOAR         | CBCラジオ    | JOGX-DTV     | 中部日本放送 | ラジオ分社化           |
| 2014年4月1日 - 現在            | JOAR         | CBCラジオ    | JOGX-DTV     | CBCテレビ    | テレビ分社化           |

## 社史・記念誌
- 東海の虹[注釈 21] ・中部日本放送十年史 - 1960年12月発行、689ページ[30]。
- 二十五年の歩み 中部日本放送 - 1975年12月15日発行、119ページ
- 三十年の歩み 中部日本放送 - 1980年12月発行、157ページ
- 中部日本放送50年のあゆみ - 2000年12月発行、459ページ。
- CBC60年の軌跡 - 2011年発行、DVDのみ。
- CBC70年の軌跡 - 2021年発行、DVDのみ。

## 本社
愛知県名古屋市中区新栄1-2-8 郵便番号460-8405
アクセス：名古屋市営地下鉄東山線「新栄町駅」より徒歩約5分。栄駅（地下鉄）または栄町駅（名鉄瀬戸線）及び栄バスターミナル（オアシス21）からは徒歩約10分。
2013年（平成25年）1月22日の年頭記者会見で本社地区の再開発を発表、3期に分けて工事を進めている。これが完了することにより、「放送送出機能」と「編成営業機能および本社機能」の一体化、建物の維持費などの効率化、点在するグループ企業の社屋集約が図られることになる。
- 第1期：放送センター南東部の隣接地に増築棟を建設、2013年（平成25年）3月に着工し、2015年（平成27年）8月に竣工、CBC会館と放送センターで分かれていた部署を一ヶ所に集約して同年10月15日より業務を開始した。なお35,000リットルの燃料備蓄タンクを2台設置することで、停電時の放送継続日数を5.58日にまで延長している[32]
- 第2期：2015年（平成27年）よりCBC西別館を解体し新築工事を実施、2016年（平成28年）に完成した後はグループ企業を新ビルに集約する。
- 第3期：2020年（令和2年）以降にCBC会館の大規模改修工事に着手。2018年（平成28年）3月27日の定例会見で明らかにされた物で、当初は老朽化から解体も検討されていたが、最終的にスタジオ使用を前提として今の形を保ったままリニューアル工事を行うことになる[33]。2022年（令和4年）4月に工事完了[7]。

### 本社周辺環境（五十音順）
- 愛知県道60号名古屋長久手線（広小路通）
- オアシス21
  - 栄バスターミナル
- 国道19号（桜通）
- 国道22号（伏見通）
- 国道41号（空港線）
- 国道153号（葵町線）
- 栄地下街（サカエチカ）
- JR東海 中央本線（中央西線）
  - 千種駅
  - 鶴舞駅
- 千種区役所
- 中日ビル
- 中部電力本社
  - 中電ホール
- テレピア
- 東海テレビ放送
- 東海ラジオ放送
- 中区役所

- 名古屋高速道路都心環状線
  - 東新町出口
  - 東新町入口
- 名古屋栄三越
- 名古屋市営地下鉄
  - 桜通線 高岳駅・久屋大通駅
  - 鶴舞線
  - 東山線 新栄町駅
  - 名城線 栄駅
- 名古屋市道堀田高岳線（空港線）
- 名古屋テレビ塔
- 名古屋東新町郵便局
- 錦通
- 東警察署
- 東区役所
- 久屋大通
- 松坂屋名古屋本店
- 名鉄瀬戸線 栄町駅
- 若宮大通

### 支社・支局
- 豊橋支社：愛知県豊橋市大橋通一丁目68番 静銀ニッセイ豊橋ビル4階
- 岡崎支社：愛知県岡崎市明大寺本町一丁目34番 岡崎センタービル8階
- 岐阜支社：岐阜県岐阜市柳ケ瀬通一丁目12番 岐阜中日ビル7階
- 三重支社：三重県津市羽所町700 アスト津11階
- 東京総局：東京都千代田区九段南一丁目6-17 千代田会館7階[注釈 22]
- 大阪支社：大阪府大阪市北区梅田一丁目3-1 大阪駅前第1ビル7階
- ロサンゼルス支局：TBSが運営。CBCも記者を派遣。

#### 閉鎖した支局
- ローマ支局（JNN海外支局の一員）：1974年12月に開設、1990年に東欧情勢の変化によりウィーンに支局を開設したことに伴い閉鎖[35]。
- ウィーン支局（JNN海外支局の一員・中日新聞との共同運営）：2010年9月に閉鎖[7]。
- 静岡支局：2005年（平成17年）3月31日をもって廃止。

### 連結子会社
2023年4月1日現在
- 株式会社CBCテレビ - 100.0%
- 株式会社CBCラジオ - 100.0%
- 株式会社CBCクリエイション - 100.0%
- 株式会社CBCコミュニケーションズ - 100.0%
- 株式会社CBC Dテック - 100.0%
- 株式会社千代田会館 - 66.6%
- 株式会社南山カントリークラブ - 100.0%
- 株式会社CBCビップス - 100.0%
- 株式会社ケイマックス - 80.0%

※ かつての関連企業として、PCMセントラルがCS-PCMラジオ局を運営していた。また、同じくかつての関連事業にタクシー会社の文化交通があるが、2022年6月29日に大阪バスに売却している。

## 資本構成
企業・団体の名称、個人の肩書は当時のもの。出典：　

### 2023年3月31日現在
出典:
| 資本金       | 発行済株式総数 | 株主数 |
| ------------ | -------------- | ------ |
| 13億2000万円 | 26,400,000株   | 3,318  |

| 株主             | 株式数    | 比率  |
| ---------------- | --------- | ----- |
| 中日新聞社       | 2,602千株 | 9.85% |
| 竹田本社         | 1,700千株 | 6.43% |
| 三菱UFJ銀行      | 1,300千株 | 4.92% |
| 三井住友信託銀行 | 1,167千株 | 4.42% |
| ナゴヤドーム     | 1,040千株 | 3.93% |
| 中部電力         | 0,883千株 | 3.34% |
| 名古屋銀行       | 0,825千株 | 3.12% |
| 名古屋鉄道       | 0,822千株 | 3.11% |
| 小林茂           | 0,791千株 | 2.99% |
| 日本電気（NEC）  | 0,696千株 | 2.64% |

上記に記載されていないが、岡谷鋼機、東邦瓦斯、TBSホールディングス、日本碍子及びJ．フロント　リテイリングの子会社である大丸松坂屋百貨店との資本的関係がある。また、中部日本放送は、J．フロント　リテイリング、TBSホールディングス、中部電力及び三菱UFJ銀行の持株会社である三菱UFJフィナンシャル・グループの株式を保有している。